# Sönam Wangdü
Sönam Wangdü, ook bekend als Tsoko I/Tsogo I (1889/1891 - ?), was een Tibetaans militair.

## Afkomst
Wangdü dankt zijn titel Tsoko aan het landgoed in de buurt van de Dzong van Shirka. In die tijd lag dat op een reisafstand van vijf dagen ten westen van Shigatse.

## Levensloop
Rond 1911/12 had hij de leiding over de Tibetaanse looierij in Kalimpong. In deze tijd bracht hij de berichten van de dertiende dalai lama over vanuit diens ballingschap in Darjeeling naar de regering van historisch Tibet in Lhasa.
Hierna werd hij in het Tibetaanse leger bevorderd tot Meester van het Paard (Chhikpön Chhempo) en vervolgens in 1916 tot generaal (Depön). In deze tijd was hij een van de legeraanvoerders aan het front in Oost-Tibet en had hij het commando over 500 militairen.
In 1917-18 vocht hij tegen het Chinese leger en nam hij Generaal Peng gevangen; Peng overleed in 1926 in Towa Dzong. Toen de negende pänchen lama in 1923 vanuit Shigatse vluchtte, werd Wangdü hem achterna gestuurd. Hij keerde onverrichter zake terug.
In de jaren '20 was het Tibetaanse leger veel sterker geworden en de oude generaals in Lhasa hadden plaats gemaakt voor een jongere lichting. Hiertoe behoorde Tsarong die eiste dat er een vertegenwoordiging van het leger in het Tibetaanse parlement (tsongdu) diende te zitten. Dit was ongekend in Tibetaanse begrippen en minister Lungshar zette de monnikfunctionarissen aan om er een halszaak van te maken. De paleizen Norbulingka en Potala werden door monniken zwaar bewaakt in afwachting van een militaire overname. De generaals, waaronder Tsogo, reageerden door de troepen in snel tempo te bewapenden.
Op dit moment mengde de dertiende dalai lama zich in het conflict. Hij onthief hij twee generaals (Depöns), Tsogo en Shasur, en een minister (kalön), Khemey (ook wel Kunzangtse), uit hun functie. Tsarong werd naar Yatung gezonden en deed in 1924-25 ook Brits-Indië en Nepal aan voor een pelgrimage. Bij terugkeer op één dag reizen van Lhasa, werd ook hij ontheven uit zijn functie als opperbevelhebber; hij bleef wel kalön.
Als legerofficier 6e rang slaagde Wangdü er in 1929 in de Popa's in Pome te onderwerpen. Hierna werd hij opnieuw benoemd tot de rang van Depön en uitgezonden naar de oostelijke regio Kham. In 1935 ging hij met pensioen.

## Reputatie
In Britse bronnen wordt hij omschreven als zeer pro-Brits. Hij stond verder bekend als een moedig man.